# الفضائية التربوية السورية
أطلقت وزارة التربية السورية القناة الفضائية التربوية السورية على قمر عربسات (بدر4) تردد 12284 في 14 أكتوبر 2008 م.
وبدأت الأحد 21 يونيو 2009 بثها التجريبي من دمشق سوريا على قمر نايلسات على تردد 10911 عمودي بترميز 27500 .
وتشمل القناة الفضائية برامج ثقافية وتربوية تخاطب الأسرة بصورة عامة ودروساً تعليمية لشهادتي التعليم الأساسي والثانوي ومرحلة الطفولة.
برامج الفضائية التربوية السورية إنتاج مشترك بين وزارة التربية السورية ووزارة الإعلام ممثلة بالتلفزيون السوري وبرامج من إنتاج القطاع الخاص أو العربي إضافة إلى برامج من إنتاج أجنبي مترجمة ومدبلجة إلى العربية.
وتوجه برامج الفضائية إلى جميع المواطنين السوريين والعرب إضافة إلى الجاليات العربية في بلدان الاغتراب والمعلمين والإداريين والمدرسين والراغبين بتعلم اللغة العربية من غير الناطقين بها. تم تعديل التردد إلى مدار نايلسات 7 غرب على تردد 11603 أفقي بترميز 27500